# Gabriela Lena Frank
Gabriela Lena Frank, née en septembre 1972 à Berkeley (Californie), est une pianiste et compositrice américaine de musique classique contemporaine.

## Biographie

### Origines et formation
Le père de Gabriela Lena Frank est un Américain d'origine juive de Lituanie et sa mère est une Péruvienne d'origine chinoise. Ses parents se sont rencontrés lorsque son père était un membre bénévole du corps de la Paix au Pérou, dans les années 1960. Elle grandit à Berkeley, en Californie.
Frank reçoit sa licence (1994) et son master de l'Université de Rice (1996), travaille le piano avec Jeanne Kierman Fischer et en 2001, son doctorat en composition musicale de l'Université du Michigan. Elle étudie la composition avec William Albright, Leslie Bassett, William Bolcom, Michael Daugherty et Samuel Jones et le piano avec Logan Skelton.

### Carrière
Des compositions de Frank sont issues de commandes et interprétées par le Kronos Quartet, le virtuose du pipa Wu Man, l'Orchestre symphonique de San Francisco, l'orchestre symphonique de Houston, l'ensemble Chanticleer, le Quatuor à cordes Chiara, le Quatuor Brentano, Yo-Yo Ma et le Silk Road Project, la Fondation Marilyn Horne, le guitariste Manuel Barrueco avec le Cuarteto Latinoamericano, The King's Singers, les directeurs de la Société de Musique de Chambre du Lincoln Center Wu Han et David Finckel, la soprano Dawn Upshaw et l'Orchestre de chambre de Saint Paul, notamment. Elle reçoit aussi de multiples commandes du Carnegie Hall. Sa pièce Concertino Cusqueño est une commande par l'Orchestre de Philadelphie, créée lors de cérémonie d'introduction du nouveau chef d'orchestre, Yannick Nézet-Séguin. Ses œuvres sont jouées également par l'orchestre Symphonique de Boston, le San Francisco Symphony, l'orchestre symphonique de Chicago, l'orchestre symphonique d'Atlanta, le Baltimore Symphony et l'orchestre Philharmonique de Los Angeles. D'autres commande pour l'année 2014, proviennent de l'Orchestre de Cleveland et de l'orchestre symphonique de Houston.
Gabriela Lena Frank a été compositrice en résidence auprès de nombreuses institutions, notamment le Modesto Symphonie, le Fort Worth Symphony, l'Orchestre symphonique d'Indianapolis, l'Aspen Music Festival, l'orchestre symphonique de Seattle, le Nashville Symphony, l'orchestre de chambre de San Francisco et de l'orchestre symphonique d'Annapolis. Entre 2009 et 2012, elle est conseillère à la création dans sa ville natale, pour le Berkeley Symphony Orchestra sous la baguette de Joana Carneiro, avec laquelle elle collabore fréquemment, avant de démissionner pour passer plus de temps à la composition. Frank fut compositrice en résidence de l'Orchestre symphonique de Détroit dirigé par Leonard Slatkin et de l'orchestre symphonique de Houston dirigé par Andrés Orozco-Estrada. Elle s'est produite dans de nombreux festivals à travers le monde, notamment au festival Music@Menlo, au festival de Tanglewood, au SongFest de la Colburn School à Los Angeles et avec les Chicago Chamber Players.
En 2009, Frank reçoit sa première bourse Guggenheim ainsi qu'un Latin Grammy Award dans la catégorie meilleur composition de musique classique contemporaine pour « Inca Danses » (sur le label Tonar). L'œuvre est écrite pour le guitariste Manuel Barrueco et le Cuarteto Latinoamericano. Elle a aussi réalisé son premier documentaire pour PBS, intitulé « Peregrinos » (produit par Aric Hartvig d'Emmy-winning) qui a pour sujet sa résidence avec l'orchestre symphonique d'Indianapolis où, avec un prix de la Joyce Foundation, elle a composé une œuvre inspirée des histoires d'immigrés Latino-américains à Indianapolis.
En 2010, Frank a remporté le prix des compagnons de l'United States Artists.
Gabriela Lena Frank est membre du Silk Road Ensemble, sous la direction du violoncelliste Yo-Yo Ma. Sa composition Ritmos Anchinos apparaît sur l'album du Silk Road Ensemble, intitulé Off the Map [« Hors carte »] (disque World Village et Circle Records, 2009). Off the Map est nommé pour un Grammy, en 2011 dans la catégorie meilleur album classique métissé (Best Classical Crossover Album).
Également en 2011, Frank a publié un disque monographique de ses œuvres, intitulé « Hilos » pour le label Naxos, avec l'ensemble Alias basé à Nashville, mettant en vedette un quatuor mixte écrit expressément pour l'ensemble. Dès sa première semaine de sortie, l'album fait irruption dans le classement du magazine américain Billboard top 100 des enregistrements classiques, qui par la suite lui a décerné une note rarissime de 10/10 pour les classiques d'aujourd'hui. « Hilos » est nommé pour un Grammy Award en 2012, dans la catégorie de meilleure interprétation d'un petit ensemble, sur lequel Frank joue du piano. Le disque a reçu plus d'une douzaine de commentaires positifs.
En 2012, Frank est parrainée par l'Ambassade de l'Équateur aux États-Unis et par une production participative de donateurs privés via l'organisation USA Artists, pour composer une nouvelle œuvre pour l'Orchestre d'instruments andins (La Orquesta de Instrumentos Andinos). L'œuvre, Compadre Huashayo, est entièrement jouée sur des instruments autochtones, tout en s'appuyant sur un mélange du style moderniste classique et des pratiques indigènes traditionnelles. Une fois de plus, PBS a pris pour sujet Gabriela Lena Frank, pour un documentaire intitulé « Compadre Huashayo », sorti à l'automne 2013.
En 2013, Frank a reçu la médaille d'excellence de la Sphinx Organisation travaillant au développement les jeunes noirs et Latinos en musique classique. Elle a reçu son prix lors d'une cérémonie à la Cour suprême des États-Unis à Washington par les juges Sonia Sotomayor et Ruth Ginsburg. À la fin de l'année, un autre disque de musique de chambre avec le Meme Ensemble, sort chez Albany Records.
Frank est fréquemment jouée par le collectif Caminos del Inka, dirigé par Miguel Harth-Bedoya. Elle travaille en étroite collaboration avec le lauréat du Prix Pulitzer, le dramaturge Nilo Cruz, pour la création d'une nouvelle œuvre musicale originale pour voix. Leur première collaboration avait donné une série de mélodies avec orchestre pour Dawn Upshaw et l'Orchestre de chambre de Saint Paul.
Frank est également nommée au Grammy en tant que pianiste. Elle a enregistré l'intégrale des œuvres pour piano du compositeur Leslie Bassett, lauréat du Prix Pulitzer, sur le label Equilibrium. Ses derniers spectacles sont produits avec les membres actuels et anciens de l'orchestre philharmonique de Los Angeles, le symphonique de San Francisco, l'Orchestre de chambre Orpheus, St. Luke's Orchestra, le Quatuor Lydian, le Quatuor de Manhattan et l'Orchestre symphonique de Boston.
Frank est une compositrice indépendante qui, à l'automne 2015, a quitté son pays natal, la Baie de San Francisco, pour démarrer une ferme avec son mari, à Boonville, en Californie dans le Comté de Mendocino. Elle voyage fréquemment entre l'Amérique du Nord et du Sud et est également souvent invitée dans les universités et les conservatoires, donnant des spectacles, des conférences et des leçons. 
Elle est membre de la prestigieuse liste des compositeurs publiés par G. Schirmer, qui édite et gère son œuvre en exclusivité.

## Style
L'œuvre de Frank s'appuie souvent sur ses origines multiculturelles, surtout celles de sa mère, issues du patrimoine péruvien. Dans nombre de ses compositions, elle évoque les sons des instruments d'Amérique latine, tels que les flûtes de pan Péruviens ou la guitare charango, bien que ces œuvres soient généralement composées pour des instruments classiques et des ensembles tels que l'orchestre symphonique ou le quatuor à cordes. Elle a dit : « je pense que la musique peut être vu comme un sous-produit de mes constants essais à comprendre comment je suis Latina et comment je suis gringa. » Au cours des dernières années, des connexions ont été faits entre ses compositions et des compositeurs tels que Béla Bartók, Alberto Ginastera, Benjamin Britten et Chou Wen-chung.[réf. nécessaire]

## Œuvres (sélection)
- Cuatro Canciones Andinas, pour mezzo-soprano et piano (1999)
- Leyendas : An Andean Walkabout, pour quatuor à cordes (ou orchestre à cordes) (2001)
- Ritmos Anchinos (2006) Pour le Silk Road Project.
- La Llorona : Tone Poem pour alto et orchestre (2007)
- Quijotadas (2007) pour quatuor à cordes. Commande du Quatuor Brentano.
- Inkarrí (2005) Commande du Kronos Quartet.
- Inca Danses (2008) Commande pour le guitariste Manuel Barrueco et le Cuarteto Latinoamericano.
- ¡Chayraq! (2010) Pour le Silk Road Project.
- Jalapeño Blues (2007) Commande de l'ensemble vocal Chanticleer.
- Journey of the Shadow (2013)
- Cuentos Errantes: Four New Folk Songs for piano and strings (2015) Commande des The Sphinx Virtuosi.
- Concerto for orchestra (2017) Création à Détroit en février 2017[10].

## Discographie
- Three Latin American dances. Introduction: jungle jaunt ; Highland harawi ; The mestizo waltz - Utah Symphony, dir. Keith Lockhart, (25-26 avril 2004, SACD Reference Recordings) (OCLC 70150641)
- Sounds of the Americas : Inca dances. Lamento del panaca ; Danza del mallqui-rey - Manuel Barrueco, guitare ; Cuarteto Latinoamericano (22-23 avril 2008, Tonar) (OCLC 277280371) avec d'autres œuvres de Michael Daugherty, Roberto Sierra et Aaron Jay Kernis.
- Off the map - Silk Road Ensemble (juin 2009, World Village) (OCLC 460347058) avec des œuvres de Osvaldo Golijov, Evan Ziporyn et Angel Lam.
- New worlds : Leyendas : an Andean walkabout  - The Knights, dir. Eric Jocobsen (2009, Sony Music 88697599782) (OCLC 500829629) avec d'autres œuvres de Charles Ives, Antonín Dvořák, Osvaldo Golijov et Aaron Copland.
- The composer's voice : Leyendas : an Andean walkabout et Elegía andina - Fort Worth Symphony Orchestra, dir. Miguel Harth-Bedoya (novembre 2007 et février 2008, Fort Worth Symphony Orchestra) (OCLC 710855454)
- Hilos : threads ; Danzas de los Saqsampillos ; Adagio para Amantaní ; Quijotadas pour quatuor à cordes - ALIAS chamber ensemble ; Gabriela Lena Frank, piano (22 mai/2 août 2010, Naxos 8.559645) (OCLC 793469125)
- Zia : Leyendas : an Andean walkabout  - Del sol string quartet (23-26 janvier 2012, Sono luminus) (OCLC 863019709) avec d'autres œuvres de Lou Harrison, José Evangelista et Elena Kats-Chernin.
- Adagio para Amantaní - Kate Dillingham, violoncelle ; Amir Khosrowpour, piano (septembre/octobre 2013, New Focus Records) (OCLC 903648077) avec d'autres œuvres de Gilbert Galindo, Federico Garcia-de Castro, Jonathan Pieslak...